# Juarez Costa
Juarez Alves da Costa (Londrina, 20 de janeiro de 1960) é um empresário e político brasileiro filiado ao Movimento Democrático Brasileiro (MDB).

## Política
Em 2018 foi eleito deputado federal pelo Mato Grosso.